# 安伍朗
安伍朗（やすごろう、1936年（昭和11年）3月28日 - ）は、大相撲の元幕内呼出。本名は高沢 安雄。東京都荒川区出身。二所ノ関部屋所属。

## 履歴
- 1961年7月場所 - 初土俵：安雄。
- 1994年7月場所 - 呼出の番付制導入により、十両呼出に指名される。
- 1994年9月場所 - 安伍朗に改名。
- 1996年1月場所 - 幕内呼出に昇進。
- 2001年3月場所 - 最終場所
- 2001年3月27日停年退職。

## エピソード
番付制度が導入されてから、後輩呼出にどんどん抜かれた。番付では秀男に抜かれ、呼び上げでは秀男、拓郎、琴二、次郎、克之、志朗、重夫に抜かれていった。停年直前の2001年3月場所の時点では呼び上げは十両取組担当であった。